# Vesoul
Vesoul este un oraș în Franța, prefectura departamentului Haute-Saône, în regiunea Franche-Comté. 